# William Arthur Lewis
Sir William Arthur Lewis (n. 23 ianuarie 1915, Castries, Castries Quarter⁠(d), Sfânta Lucia – d. 15 iunie 1991, Bridgetown, Barbados) a fost un economist din Santa Lucia, laureat al Premiului Nobel pentru economie (1979).